# Rocky 4
Pour les articles homonymes, voir Rocky.
Série Rocky
Rocky III : L'Œil du tigre
(1982) Rocky 5
(1990)
Pour plus de détails, voir Fiche technique et Distribution.
Rocky 4 (Rocky IV) est un film américain écrit et réalisé par Sylvester Stallone, sorti en 1985.
Plus grand succès de la série de films Rocky, ce volet fit beaucoup parler de lui pour son message manichéen et ses relents de guerre froide pendant les années de présidence de Ronald Reagan. Une version director's cut sortie en 2021 gomme certains de ces aspects et supprime certains éléments comiques.

## Synopsis

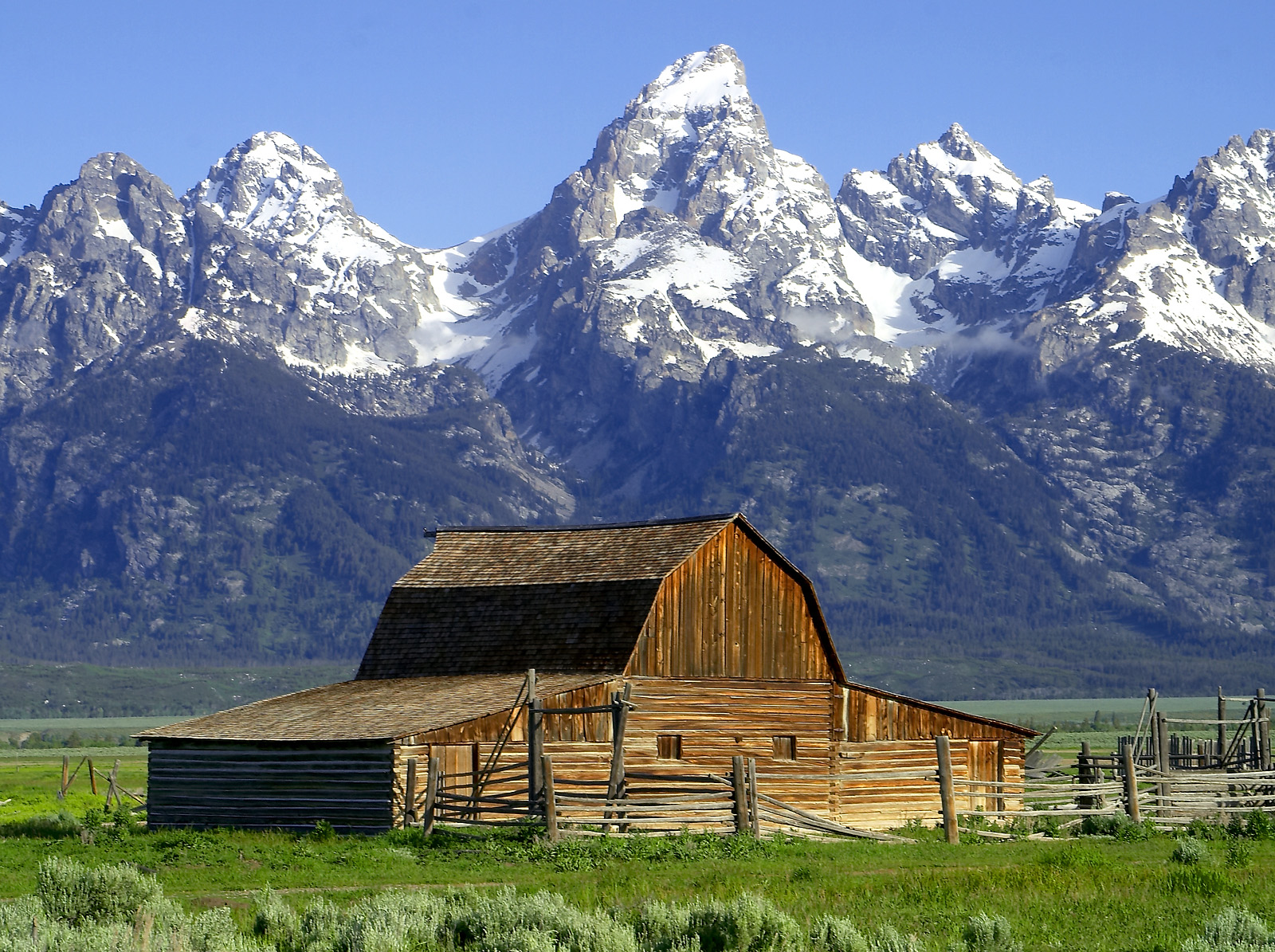
Lieu de tournage (Jackson Hole, Parc du Grand Teton, États-Unis) en 1985.

En 1985, Ivan Drago, boxeur originaire d'URSS, débarque aux États-Unis pour une série de matchs d'exhibition. Lors d'une conférence de presse, son entourage affirme sa toute-puissance et veut qu'il affronte Rocky Balboa. Dans sa luxueuse villa, Apollo Creed assiste au show médiatique des Soviétiques et le prend personnellement. Il souhaite alors défendre son pays en affrontant Drago. Mais le staff de ce dernier annonce n'avoir aucun intérêt à boxer contre Creed, car il le battrait facilement, ce qui ne représenterait aucun challenge. Vexé et agacé de cette arrogance, Apollo sur le point de prendre sa retraite, le défie officiellement, malgré les réticences de Rocky qui s'inquiète de la carrure et de la forme du Soviétique. Rocky accepte à contre-cœur d'être au bord du ring à ses côtés.
Sûr de sa force, Apollo prend l'affrontement à la légère et tourne son adversaire en dérision lors d'un interminable show d'avant-match. Mais très vite, le match d'exhibition tourne au massacre, le Soviétique martelant Apollo d'une série de coups surpuissants. Dès la fin du premier round, Apollo est épuisé et en sang. Rocky lui demande d'abandonner, mais Apollo refuse, lui interdisant même de jeter l'éponge, quoi qu'il arrive. Mais le second round voit Apollo encaisser les coups les uns après les autres, avant de s'écrouler KO après un ultime uppercut de Drago. Apollo ne se relèvera pas et meurt dans les bras de Rocky d'un arrêt cardiaque, face à un adversaire imperturbable qui prononce devant ce dernier : « S'il meurt, il meurt. »
Se reprochant de n'avoir pu sauver son ami, Rocky demande à affronter Drago hors du circuit officiel, ce qui lui vaudra une suspension de deux ans. Les deux acceptent à la condition que la confrontation se fasse sur le sol soviétique, le soir de Noël. Adrian désapprouve ce combat et ne peut convaincre Rocky de rester. Rocky quitte donc les États-Unis pour l'URSS avec Paulie et Duke. Pendant que Drago s'entraîne en intérieur avec un matériel de haute technologie, Rocky s'installe en Sibérie et repousse ses limites dans une nature hostile et sauvage. Finalement, Adrian rejoint son mari en Russie pour le soutenir.
Le soir du match, Rocky réalise qu'il doit affronter, outre son adversaire, l'hostilité du public soviétique pour qui une victoire rapide de leur champion ne fait aucun doute. Le combat débute effectivement mal pour l'Américain qui reçoit une pluie de coups de Drago sans pouvoir entamer la défense du Soviétique. Le début du second round est analogue au premier, mais lors d'une de ses rares contre-offensives, Rocky blesse Drago à l'arcade. Ce dernier, d'abord surpris, tente de riposter, mais Rocky en profite et frappe avec force son adversaire. Le gong n'arrête pas les deux protagonistes qui veulent continuer à en découdre, et cette seconde manche se termine par une bagarre générale entre boxeurs et entraîneurs.
Drago constate alors l'endurance de son adversaire tandis que Rocky lui, reprend confiance, tout comme Duke et Paulie. La suite du combat voit tout de même Drago maintenir son avantage sur Rocky jusqu'à la moitié du match. Ce dernier est plusieurs fois à terre, mais se relève continuellement sous le regard incrédule du Russe. Les rounds défilent ainsi et l'issue du combat devient incertaine car Rocky parvient plusieurs fois à contre-attaquer. Le public jusque-là hostile à Rocky finit par soutenir de plus en plus le boxeur américain, admiratif de son courage et de sa résistance. Les dirigeants soviétiques présents, eux, s'énervent. L'un d'eux menace même leur boxeur. Mais Drago le repousse violemment en criant à la tribune des officiels qu'il se bat pour lui-même et en tant que boxeur avant tout. Au 13e round, les deux boxeurs sont toujours au coude à coude mais fatigué par ce long combat, Drago ne peut plus répliquer, et Rocky se met à frapper sans interruption. Drago est finalement envoyé au tapis pour la première fois, et ne se relèvera pas avant la fin du décompte. Rocky est déclaré vainqueur du match.
Applaudi par le public mais également par les hauts fonctionnaires bons perdants, Rocky prononce un discours d'apaisement des tensions entre les États-Unis et l'URSS.

## Fiche technique
Sauf indication contraire, les informations mentionnées dans cette section peuvent être confirmées par les bases de données cinématographiques IMDb et Allociné,  présentes dans la section « Liens externes ».
- Titre original et québécois : Rocky IV
- Titre original version director's cut : Rocky vs Drago - The Ultimate Director's Cut[1]
- Titre français : Rocky 4 ou Rocky IV
- Réalisation et scénario : Sylvester Stallone
- Musique : Vince DiCola
- Direction artistique : William Ladd Skinner
- Décors : Bill Kenney
- Costumes : Tom Bronson
- Photographie : Bill Butler
- Son : Aaron Rochin, Jay M. Harding, Ray O'Reilly, Michael J. Kohut
- Montage : Don Zimmerman et John W. Wheeler
- Production : Irwin Winkler et Robert Chartoff

Production déléguée : James D. Brubaker et Arthur Chobanian
- Sociétés de production[2] : Chartoff-Winkler Productions et Metro-Goldwyn-Mayer ; avec la participation de United Artists
- Société de distribution : Metro-Goldwyn-Mayer / UA Entertainment Company (États-Unis), United International Pictures (France)
- Budget : 31 millions de $[3]
- Pays de production :  États-Unis
- Langues originales : anglais, russe
- Format[4] : couleur (Metrocolor) - 35 mm - 1,37:1 (Format académique) / 1,85:1 (Panavision) - 2,35:1 (CinemaScope) (director's cut)
  - son Dolby | 70 mm 6-Track
- Genre : drame, action, sport
- Durée : 91 minutes ; 94 minutes (version director's cut)
- Dates de sortie[5] :
  - États-Unis : 27 novembre 1985
  - Canada : 27 novembre 1985[5],[6]
  - France : 22 janvier 1986
  - États-Unis : 11 novembre 2021 (version director's cut)
  - Canada : 8 décembre 2021 (version director's cut)
- Classification[7] :
  -  États-Unis : Certaines scènes peuvent heurter les enfants - Accord parental souhaitable (PG - Parental Guidance Suggested) (certificat #27957).
  -  États-Unis (director's cut) : Film déconseillé aux moins de 13 ans (certificat #53132) (PG-13 - Parents Strongly Cautioned) [Note 1].
  -  France : Tous publics (visa d'exploitation no 61324 délivré le 10 janvier 1986)[8].
  -  Québec : Tous publics (G - General Rating)[6].
  -  Belgique : Tous publics (Alle Leeftijden)[9].

## Distribution
- Sylvester Stallone (VF : Alain Dorval) : Robert « Rocky » Balboa, Sr.
- Talia Shire (VF : Béatrice Delfe[10]) : Adrian Balboa
- Burt Young (VF : Serge Sauvion) : Paulie Pennino
- Carl Weathers (VF : Sady Rebbot[11]) : Apollo Creed
- Brigitte Nielsen (VF : Michèle Bardollet) : Ludmilla Vobet Drago
- Tony Burton (VF : Robert Liensol) : Duke
- Michael Pataki (VF : Roger Lumont) : Nikoli Koloff
- Dolph Lundgren (VF : Jacques Frantz) : Ivan Drago
- Sylvia Meals : Mary Anne Creed
- Rocky Krakoff (VF : Rachid Ferrache) : Rocky Balboa Jr.
- R. J. Adams (VF : Albert Augier) : le présentateur des sports
- Stu Nahan (VF : Michel Gudin) : le commentateur no 1 du combat Apollo vs Drago
- Warner Wolf : le commentateur no 2 du combat Apollo vs Drago
- Lou Filippo (VF : Raoul Delfosse) : l'arbitre du combat Apollo vs Drago
- Barry Tompkins (VF : Michel Paulin) : le commentateur no 1 du combat Rocky vs Drago
- Al Bandiero (VF : Jean-Claude Balard) : le commentateur no 2 du combat Rocky vs Drago
- Dominic Barto : un officiel russe
- George Rogan : Igor Rimsky
- Mark De Alessandro : un des coach de Drago
- Robert Doornick (VF : Anne Rochant) : Sico, le robot (voix)
- James Brown : lui-même (chantant Living in America)
- LeRoy Neiman (VF : Richard Leblond) : lui-même (l'annonceur du combat Apollo vs Drago)
- Mister T. : Clubber Lang (images d'archives de Rocky 3, non crédité)

## Production

### Genèse du projet
Pour ce quatrième volet de la saga, Sylvester Stallone décide de faire un film politique. Comme pour Rocky 3, l'argument est plutôt simple : après la mort d'Apollo Creed, tué lors d'un match contre le Russe Drago, Rocky se rend en URSS pour affronter l'« assassin » et ainsi venger son ami. En fin de compte, il gagne à sa cause un public acquis à celle de son adversaire en remportant la victoire. Le champion américain devient alors un symbole des valeurs traditionnelles de l'Ouest face à la déshumanisation imposée par les communistes (d'autant plus que Drago est un capitaine du KGB).

### Attribution des rôles
Arnold Schwarzenegger a été pressenti pour incarner le champion russe Drago mais fut occupé par le tournage du film Commando et allait avoir 38 ans. Sylvester Stallone porte finalement son choix sur Dolph Lundgren, un acteur suédois faisant ses débuts dans le métier (il fait parallèlement une petite apparition dans le James Bond Dangereusement vôtre). Sylvester Stallone devient le coach sportif du Suédois pendant plusieurs mois.
Sylvester Stallone auditionne la Danoise Brigitte Nielsen (sa compagne à l'époque) pour le rôle de la championne de natation Ludmilla, épouse de Drago. De plus, il lui donne des répliques qu'il avait originellement écrites pour l'entraîneur du champion russe.
L'acteur Rutger Hauer était le choix original pour incarner Igor Rimsky, l'entraîneur de Drago.

### Tournage
Le tournage de ce quatrième opus se confirme davantage éreintant. Carl Weathers et Dolph Lundgren se brouillent peu avant de jouer la séquence du match Apollo vs Drago à Las Vegas. En effet, l'acteur américain s'est mis à insulter le Suédois juste avant de quitter le plateau pour quatre jours, ce qui oblige Sylvester Stallone non seulement à repousser le tournage mais aussi à recadrer le géant scandinave. Finalement, pendant que la caméra tourne, Weathers et Lundgren s'échangent des coups très violents sur le ring.
La période d'entraînement de Rocky, censée se passer en Russie, a été en fait tournée dans le Parc national de Grand Teton à Jackson Hole, dans le Wyoming. Les températures y avoisinant les 20 degrés au-dessous de 0, les techniciens et le matériel se retrouvent gelés.
Le match Rocky vs Drago, censé se produire à Moscou, a été filmé dans une arène de Vancouver.
Lors du tournage du combat final, Sylvester Stallone est hospitalisé à la suite des coups de Dolph Lundgren, ce qui interrompt la production pendant deux semaines. En effet, l'acteur suédois frappe l'Américain sur la poitrine avec une telle puissance que le cœur percute la cage thoracique. D'après une interview, Sylvester Stallone aurait volontairement demandé à son ami Dolph Lundgren de le frapper réellement mais n'aurait pas supporté le choc.

### Montage
(mai 2025).
- Si vous ne connaissez pas le sujet, laissez ce bandeau (vous pouvez alors contacter les auteurs).
- Si vous supprimez le contenu mis en cause (vous pouvez préalablement contacter les auteurs),

argumentez précisément cette suppression dans la page de discussion
(un manque de référence n'est pas un argument ; une recherche réelle de référence doit avoir été effectuée, être formellement documentée).
À l'origine, le film atteint une durée de 150 minutes, mais Sylvester Stallone le réduit à 91 minutes, dont presque un tiers est consacré au match final. Une scène supprimée révélait notamment que l'engagement de Rocky dans le combat contre Drago en Russie lui vaudrait d'être suspendu par la commission pendant deux ans. Elle sera remplacée par une coupure de presse publiant l'information, faisant une fois de plus des médias un personnage à part entière.
À force d'être mis en scène par la télévision, Rocky le boxeur devient une extension indépendante de Rocky le mari et le père de famille (alors que, depuis le début de la saga, il se regardait à la TV comme s'il était spectateur de ses propres actions). La frontière reste tout de même floue lorsque Rocky Jr. filme son père rentrant à la maison avec son caméscope. Stallone ne resserre pas pour autant la narration.

## Bande originale
Bandes originales de Rocky
Rocky III
(1982) Rocky V
(1990)
Il s'agit du seul épisode de la saga pour lequel Bill Conti ne compose pas la musique car ce dernier était déjà sous contrat pour Karaté Kid. La bande originale, composée par Vince DiCola, ne réutilise pratiquement aucun thème musical des 5 autres films (y compris Gonna Fly Now). Elle reste néanmoins très appréciée par les fans, certains la considérant comme la meilleure de la série, et a servi de musique pour la bande-annonce de Rocky 5.
L'album sera réédité et remastérisé en 2006 par BMG Entertainment avec l'ajout du titre Man Against the World du groupe Survivor, déjà à l'origine du tube Eye of the Tiger, présent dans Rocky 3. Man Against the World a été écrit pour le film, mais a été finalement coupé. Cet album est essentiellement composé de chansons.
En 2008, No Easy Way Out sera reprise par le groupe Gallois Bullet for My Valentine en titre bonus de leur album Scream Aim Fire. Les Norvégiens Northern Kings reprendront quant à eux Training Montage pour l'album Rethroned. Par ailleurs, la National Football League a beaucoup utilisé War dans les années 1980-1990. En 2010, Intrada Records propose une nouvelle réédition avec des compositions jamais commercialisées de Vince DiCola[réf. nécessaire].
L'intermède musical de James Brown en introduction de la rencontre entre Apollo Creed et Ivan Drago fait référence à la présence de James Brown en tant que musical guest pour le combat mythique Rumble in the jungle organisé par Don King en 1974 à Kinshasa, au Zaïre, opposant Mohamed Ali à George Foreman, tenant du titre.
Liste des titres
1. Burning Heart - Survivor
2. Hearts On Fire - John Cafferty
3. Double or Nothing - Kenny Loggins & Gladys Knight
4. Eye of the Tiger - Survivor
5. War/Fanfare From Rocky - Vince DiCola
6. Living in America - James Brown
7. No Easy Way Out - Robert Tepper
8. One Way Street - Go West
9. The Sweetest Victory - Touch
10. Training Montage - Vince DiCola
Titre bonus de 2006
11. Man Against the World - Survivor

## Sortie et accueil

### Accueil critique
Rocky 4 reçoit des critiques mitigées. Il obtient un taux d'approbation de 40 % sur l'agrégateur de critiques américain Rotten Tomatoes, qui recense 48 critiques, indiquant des critiques mitigées. Le consensus critique est : « Rocky IV gonfle l'action à des hauteurs absurdes, mais il sonne finalement creux grâce à une histoire qui frappe les mêmes rythmes de base que les trois premières entrées de la franchise ». Sur Metacritic, il obtient une note moyenne de 40⁄100 pour 13 critiques, indiquant « avis mitigés ou moyens ».
La presse critique notamment les aspects caricaturaux du film. Le célèbre critique Roger Ebert raille quant à lui le style « clipesque » proche de MTV et les incohérences du film (Ivan Drago qui donne des coups dépassant 2 150 PSI qui en réalité tueraient Rocky). L'idéologie anti-communiste est aussi dénoncée. Le film sera ainsi nommé neuf fois aux Razzie Awards 1986, cérémonie parodiant les Oscars et récompensant les pires films.
Le président américain Ronald Reagan apprécie quant à lui le film, en voyant « les meilleurs combats de boxe au cinéma » et « un très bon happy end, il bat le Russe ».
Avec Rocky 4, Sylvester Stallone réalise une sorte de Rambo. Tout comme John Rambo et la guerre du Viêt Nam, Ivan Drago est le produit mais aussi la victime d'un système, un être programmé pour tuer mais sans ressentir la moindre haine en lui. Lorsque, au fil du match, le public initialement hostile à Rocky se met à encourager ce dernier, Drago prend peu à peu conscience de ce que vaut vraiment son adversaire. Un pouvoir qui flatte son ego en dressant une bannière avec son portrait surplombé par la faucille et le marteau au-dessus du ring et qui finalement l'injurie quand il faiblit sous les assauts de l'« Étalon italien ». De ce fait, après avoir soulevé Nicoli Koloff qui vient de le rabrouer, Drago se dresse face aux membres du Politburo et affirme qu'il ne doit se battre que pour lui et rien d'autre. Drago perd le match mais retrouve son humanité. En savourant sa victoire, Rocky se lance dans un long discours qui relativise le caractère pro-US du film pour tendre vers un certain humanisme (« Ce que je veux dire c'est que si moi j'ai changé et que vous avez changé, TOUT LE MONDE PEUT ARRIVER À CHANGER ! »).
Malgré son aspect très « années 1980 », Rocky 4 opère un véritable retour aux sources « animales » du héros. Durant son entraînement à l'ancienne, Rocky se laisse pousser la barbe et évolue dans une nature sauvage qui lui fournit tous les outils nécessaires (contrairement à Drago, entouré de toute une équipe, qui se contente de stéroïdes et de techniques de pointe). Le tigre n'est plus en cage, peu importe que l'on parle de celle du zoo dans Rocky 2 ou de celle sur le ring dans Rocky 3. En Sibérie, Rocky retrouve son élément naturel.

### Box-office
Rocky 4 est le meilleur film de la franchise Rocky au box-office. Il est le 3e meilleur film au box-office nord-américain de 1985, juste derrière un autre film avec Sylvester Stallone, Rambo 2 : La Mission. En France, il sort l'année suivante et atteint presque les 5 millions d'entrées. Il est ainsi le 3e meilleur film au box-office France 1986 ainsi que le plus grand succès de la saga et de tous les acteurs principaux (excepté Stallone dont c'est le 3e plus grand succès derrière Taxi 3 et Rambo 2 : La Mission).
| Pays ou région    | Box-office        | Date d'arrêt du box-office | Nombre de semaines |
| ----------------- | ----------------- | -------------------------- | ------------------ |
| États-Unis Canada | 127 873 716 $     | 13 février 1986            | 12                 |
| France            | 4 986 705 entrées | -                          | -                  |
| Total mondial     | 300 473 716 $     | -                          | -                  |

## Distinctions
Entre 1985 et 2013, Rocky 4 a été sélectionné 14 fois dans diverses catégories et a remporté 9 récompenses.

### Récompenses
- Festival du Cinéma de Napierville 1985 : Trophée Marshall du meilleur acteur décerné à Dolph Lundgren.
- Écran d'or 1986 : Prix de l’Écran d'or.
- Prix Razzie 1986 : 
  - Prix Razzie du pire acteur décerné à Sylvester Stallone
  - Prix Razzie du pire actrice dans un second rôle décerné à Brigitte Nielsen
  - Prix Razzie du pire réalisateur décerné à Sylvester Stallone
  - Prix Razzie de la pire révélation décerné à Brigitte Nielsen
  - Prix Razzie de la pire bande originale décerné à Vince DiCola
- Festival international du cinéma CineRockom (CineRockom International Film Festival) 2013 :   
  - Prix de la réussite décerné à Sylvester Stallone (Meilleur film d'acteur historique Blockbuster "Rocky IV")
  - Prix de la réussite décerné à Dolph Lundgren (Meilleur film d'acteur historique Blockbuster "Rocky IV")

### Nominations
- Prix Razzie 1986 :
  - Pire film pour Irwin Winkler et Robert Chartoff
  - Pire second rôle masculin pour Burt Young
  - Pire second rôle féminin pour Talia Shire
  - Pire scénario pour Sylvester Stallone
- Prix Satellites 2009 : Meilleur ensemble de disques Blu-Ray ("Rocky: The Undisputed Collection - 7 Disc Blu-Ray Set")

## Commentaires

### Versiondirector's cut
En septembre 2020, Sylvester Stallone annonce la sortie, en novembre 2020, d'une version director's cut pour le 35e anniversaire de la sortie du film. Finalement, la sortie de cette nouvelle version est repoussée. En avril 2021, Sylvester Stallone confirme qu'il travaille toujours dessus.
Cette nouvelle version s'intitule Rocky IV: Rocky vs Drago - The Ultimate Director's Cut. Elle est diffusée pour un soir au cinéma aux États-Unis le 11 novembre 2021, puis en vidéo à la demande dès le lendemain dans le monde.
Cette version, plus longue de 2 minutes, est présentée sous un nouveau ratio 2.35:1, différent du 1.85:1 de la version cinéma originale. Par ailleurs, de nombreuses scènes sont modifiées, notamment :
- L'ouverture avec les gants de boxe aux couleurs russes et américaines est retirée[29].
- Rocky Jr. est bien moins présent. La scène où il filme son père qui rentre à la maison est supprimée.
- La scène du gateau d'anniversaire de Paulie est coupée.
- Les images tirées de Rocky 3 au début du film sont plus longues.
- Lors de la séquence flashback en voiture avec la chanson No Easy Way Out, les images d'archives ne sont plus en couleur.
- Les séquences avec le robot parlant offert comme cadeau à Paulie sont toutes supprimées.
- La conférence de presse juste avant le combat Drago/Creed contient plusieurs plans alternatifs[30].
- Lors des funérailles d'Apollo, Tony fait un discours avant celui de Rocky. Après l'enterrement, Rocky se rend à la fédération de boxe pour tenter d'organiser le combat contre Drago, scène totalement absente de la version cinéma.
- La scène où Ludmilla présente le matériel ultra perfectionné pour entraîner Drago est modifiée.
- Certains plans supplémentaires rendent Drago plus humain avec quelques lignes de dialogues supplémentaires.
- Plusieurs scènes avec Ludmilla disparaissent.
- Le discours final est modifié, tout comme la réaction du gouvernement soviétique à la victoire de Rocky.

### Clins d’œil
En 2017, Alain Dorval — voix française de Sylvester Stallone — reprend la célèbre réplique « T'as pas mal ! J'ai pas mal ! » dans le film Les As de la jungle dans lequel il double le rhinocéros Goliath[réf. nécessaire].

### Documentaire
Dimitri Kourtchine a réalisé un documentaire intitulé Rocky IV, le coup de poing américain et diffusé sur Arte en 2014 qui revient sur le film,.

## SagaRocky
- 1976 : Rocky de John G. Avildsen
- 1979 : Rocky II : La Revanche (Rocky II) de Sylvester Stallone
- 1982 : Rocky III : L'Œil du tigre (Rocky III) de Sylvester Stallone
- 1990 : Rocky V de John G. Avildsen
- 2006 : Rocky Balboa de Sylvester Stallone
- 2015 : Creed : L'Héritage de Rocky Balboa de Ryan Coogler
- 2018 : Creed 2 de Steven Caple Jr.
- 2023 : Creed 3 de Michael B. Jordan